# (2258) Viipuri
(2258) Viipuri (1939 TA) – planetoida z pasa głównego asteroid okrążająca Słońce w ciągu 4,42 lat w średniej odległości 2,69 au. Odkryta 7 października 1939 roku.